# I Don't Want to Spoil the Party
"I Don't Want to Spoil the Party" (Lennon/McCartney) är en låt av The Beatles från 1964.

## Låten och inspelningen
Något av en pastisch på country som man spelade in 29 september 1964, bland annat med ett gitarrsolo där Harrison tydligt visar på sina influenser från Carl Perkins. Låten kom med på LP:n Beatles for Sale som utgavs i England 4 december 1964. I USA blev den däremot b-sida på singeln Eight Days a Week, som utgavs 15 februari 1965. 